# Гюргян (мыс)
Мыс Гюргян (азерб. Gürgan burnu) — мыс в Азербайджане, в восточной оконечности Апшеронского полуострова. Расположен к югу от острова Пираллахи.
Мыс Гюргян представляет собой незначительный выступ. Берег — низменный и песчанный. Мыс сложен из извястняковых пород Апшеронского яруса. Ландшафт местности — полупустынный.